# Random Hearts
Random Hearts is een Amerikaanse dramafilm uit 1999 onder regie van Sydney Pollack. Het scenario is gebaseerd op de gelijknamige roman uit 1984 van Warren Adler.

## Verhaal
Wanneer de vrouw van William "Dutch" Van Den Broeck, Peyton, sterft in een vliegramp, komt hij erachter dat ze een affaire had. Hij leert Kay Chandler kennen, de vrouw van de minnaar, Cullen, die naast haar zat in het vliegtuig. Zij blijkt een lid te zijn van het Amerikaans Congres dat zich opnieuw verkiesbaar stelt. "Dutch" gaat het leven van zijn vrouw onderzoeken.

## Rolverdeling
| Acteur               | Personage                      |
| -------------------- | ------------------------------ |
| Harrison Ford        | William "Dutch" Van Den Broeck |
| Kristin Scott Thomas | Kay Chandler                   |
| Charles S. Dutton    | Alcee                          |
| Bonnie Hunt          | Wendy Judd                     |
| Dennis Haysbert      | George Beaufort                |
| Sydney Pollack       | Carl Broman                    |
| Richard Jenkins      | Truman Trainor                 |
| Paul Guilfoyle       | Dick Montoya                   |
| Susanna Thompson     | Peyton Van Den Broeck          |
| Peter Coyote         | Cullen Chandler                |
| Dylan Baker          | Richard Judd                   |
| Lynne Thigpen        | Phyllis Bonaparte              |
| Susan Floyd          | Molly Roll                     |
| Bill Cobbs           | Marvin                         |
| Kate Mara            | Jessica Chandler               |